# Stronnictwo Ludowe "Wola Ludu"
De Boerenpartij- Volkswil (Pools: Stronnictwo Ludowe Wola Ludu) was een linkse afsplitsing van de door Stanislaw Mikolajczyk geleide Poolse Boerenpartij (Polskie Stronnictwo Ludowe, PSL). Mikolajczyk was premier van de Poolse regering in ballingschap in Londen en stond afwijzend tegenover de communisten. De Boerenpartij- Volkwil ging juist wel met de communisten samenwerken en trad toe tot de door de Russen gesteunde regering in Lublin (Oost-Polen). Na de bevrijding van Polen trad de Boerenpartij- Volkswil toe tot het door de communisten gedomineerde Democratisch Blok. Na de uitschakeling van Mikolajczyk' Poolse Boerenpartij in 1947 fuseerde de Boerenpartij- Volkswil met het aan de communisten loyale deel van de PSL tot de Verenigde Boerenpartij.